# Roncaro
Roncaro är en ort och kommun i provinsen Pavia i regionen Lombardiet i Italien. Kommunen hade 1 501 invånare (2018).